# キューティ・バニー
『キューティ・バニー』（原題: The House Bunny）は、2008年のアメリカ合衆国の映画。日本では劇場未公開作品であるが、2009年7月3日にDVDが、2010年8月25日にBDがそれぞれ発売された。

## ストーリー
雑誌PLAYBOYでいつか表紙を飾ることを夢みるシェリー。
プレイボーイ・マンションで27歳の誕生パーティを盛大にしてもらうも、翌朝、もう若くないとの理由でマンションを出なくてはならなくなった。
夢のような生活から一転、ホームレスになり、行くあてもなく街でフラフラしていると住居も仕事も両方にありつける職をみつけた。
それは大学の寮の”寮母”。
しかし、その寮は数日中に寮生を30名にしないと解体と勧告されていた。
プレイガール流で寮生と共に存続をかけて奮闘する

## キャスト
| 役名                                         | 俳優                         | 日本語吹替 |
| -------------------------------------------- | ---------------------------- | ---------- |
| シェリー・ダーリントン                       | アンナ・ファリス             | 小島幸子   |
| ナタリー                                     | エマ・ストーン               | 根本圭子   |
| オリバー                                     | コリン・ハンクス             | 福田賢二   |
| モナ                                         | カット・デニングス           | 峯香織     |
| ハーモニー                                   | キャサリン・マクフィー       | 津々見沙月 |
| リリー                                       | キーリー・ウィリアムズ       |            |
| キャリー・メイ                               | デイナ・グッドマン           |            |
| ハグストローム夫人                           | ビヴァリー・ダンジェロ       |            |
| 『PLAYBOY』誌の創刊者ヒュー・ヘフナー        | ヒュー・ヘフナー             | 佐々木省三 |
| コルビー                                     | タイソン・リッター           |            |
| プロバスケットボール選手シャキール・オニール | シャキール・オニール         |            |
| ディーン・シモンズ                           | クリストファー・マクドナルド |            |
| 日本人プレイメイト ヒロミ・オオシマ          | オオシマ・ヒロミ             | 須部和佳奈 |

- その他の日本語吹き替え：細野雅世、山口眞弓、久嶋志帆、木川絵理子、中村浩太郎、松田健一郎、中村公子、片貝薫、桑原敬一、前野智昭、東條加那子